# Jussi du meilleur acteur
Le Jussi du meilleur acteur (finnois : Parhaan miespääosan Jussi) est l'un des prix Jussi décernés par Filmiaura ry.  annuellement aux films finlandais.

## Lauréats multiples
Deux prix
- Martti Kainulainen
- Hannu Lauri
- Vesa-Matti Loiri
- Paavo Pentikäinen
- Joel Rinne
- Martti Suosalo
- Rauli Tuomi

Trois prix
- Tommi Korpela
- Tauno Palo
- Lasse Pöysti

## Lauréats

### 1944–1998
| Année | Lauréat            | Film                                                   |
| ----- | ------------------ | ------------------------------------------------------ |
| 1944  | Joel Rinne         | Kirkastettu sydän                                      |
| 1945  | Rauli Tuomi        | Linnaisten vihreä kamari                               |
| 1946  | Tauno Palo         | Menneisyyden varjo                                     |
| 1947  | Rauli Tuomi        | ”Minä elän”                                            |
| 1948  | Leif Wager         | Läpi usvan                                             |
| 1949  | Martti Katajisto   | Ihmiset suviyössä                                      |
| 1950  | Tauno Palo         | Härmästä poikia kymmenen, Rosvo-Roope                  |
| 1951  | Hannes Häyrinen    | Radio tekee murron                                     |
| 1952  | Tauno Palo         | Omena putoaa...                                        |
| 1953  | Kaarlo Halttunen   | Niskavuoren Heta                                       |
| 1954  | Sakari Jurkka      | Minäkö isä!                                            |
| 1955  | Heimo Lepistö      | Ryysyrannan Jooseppi                                   |
| 1956  | non décerné        | non décerné                                            |
| 1957  | non décerné        | non décerné                                            |
| 1958  | non décerné        | non décerné                                            |
| 1959  | Holger Salin       | Punainen viiva                                         |
| 1960  | non décerné        | non décerné                                            |
| 1961  | non décerné        | non décerné                                            |
| 1962  | Helge Herala       | Kultainen vasikka                                      |
| 1963  | Joel Rinne         | Tähdet kertovat, komisario Palmu                       |
| 1964  | Matti Oravisto     | Sissit                                                 |
| 1965  | non décerné        | non décerné                                            |
| 1966  | Pekka Autiovuori   | Tunteita                                               |
| 1967  | Jukka Sipilä       | Amour libre (Käpy selän alla)                          |
| 1968  | non décerné        | non décerné                                            |
| 1969  | Kalevi Kahra       | Täällä Pohjantähden alla                               |
| 1970  | Eero Melasniemi    | Kesyttömät veljekset                                   |
| 1971  | Jussi Jurkka       | Akseli ja Elina, Päämaja                               |
| 1972  | Mikko Niskanen     | Kahdeksan surmanluotia                                 |
| 1973  | non décerné        | non décerné                                            |
| 1974  | Aimo Saukko        | Maa on syntinen laulu                                  |
| 1975  | non décerné        | non décerné                                            |
| 1976  | Vesa-Matti Loiri   | Rakastunut rampa                                       |
| 1976  | Antti Litja        | Mies, joka ei osannut sanoa ei                         |
| 1976  | Matti Tapio        | Kaksi ruplan rahaa                                     |
| 1977  | Erkki Pajala       | Manillaköysi (téléfilm)                                |
| 1977  | Lasse Pöysti       | Pyhä perhe                                             |
| 1977  | Vilho Siivola      | Luottamus                                              |
| 1978  | Martti Kainulainen | Pakolaiset (téléfilm)                                  |
| 1978  | Toivo Mäkelä       | Aika hyvä ihmiseksi                                    |
| 1979  | non décerné        | non décerné                                            |
| 1980  | Lasse Pöysti       | Herra Puntila ja hänen renkinsä Matti                  |
| 1981  | Martti Kainulainen | Kätkäläinen (téléfilm)                                 |
| 1981  | Pertti Palo        | Yö meren rannalla                                      |
| 1982  | Hannu Lauri        | Pedon merkki                                           |
| 1982  | Martti Pennanen    | Tie (téléfilm)                                         |
| 1983  | Vesa-Matti Loiri   | Jon, Ulvova mylläri, Uuno Turhapuro menettää muistinsa |
| 1983  | Kari Väänänen      | Jon                                                    |
| 1984  | Paavo Pentikäinen  | Musta hurmio (téléfilm)                                |
| 1985  | non décerné        | non décerné                                            |
| 1986  | Paavo Liski        | Soldat inconnu (Tuntematon sotilas)                    |
| 1986  | Risto Tuorila      | Soldat inconnu                                         |
| 1987  | Lasse Pöysti       | Maailman paras (téléfilm)                              |
| 1988  | Hannu Lauri        | Jäähyväiset presidentille                              |
| 1989  | Kari Sorvali       | Kuutamosonaatti                                        |
| 1990  | Taneli Mäkelä      | Talvisota                                              |
| 1991  | Matti Pellonpää    | Räpsy & Dolly eli Pariisi odottaa                      |
| 1992  | Silu Seppälä       | Zombie ja Kummitusjuna                                 |
| 1993  | Paavo Pentikäinen  | Pilkkuja ja pikkuhousuja                               |
| 1994  | Hannu Kivioja      | Isä meidän                                             |
| 1995  | Juha Veijonen      | Esa ja Vesa – auringonlaskun ratsastajat               |
| 1996  | non décerné        | non décerné                                            |
| 1997  | Jorma Tommila      | Joulubileet                                            |
| 1998  | Kari Heiskanen     | Lunastus                                               |

### 1999–
| Année | Lauréat              | Film                                            | Autres nominations                                                                               |
| ----- | -------------------- | ----------------------------------------------- | ------------------------------------------------------------------------------------------------ |
| 1999  | Pertti Koivula       | Kuningasjätkä                                   | - Antti Reini – Eros ja Psykhe - Konsta Hietanen – Poika ja ilves                                |
| 2000  | Martti Suosalo       | Kulkuri ja joutsen                              | - Samuli Edelmann – Häjyt - Kai Lehtinen – Pikkusisar - Peter Franzén – Rukajärven tie           |
| 2001  | Janne Reinikainen    | Badding                                         | - Jorma Tommila – Bad Luck Love - Kari Väänänen – Lakeuden kutsu                                 |
| 2002  | Martti Suosalo       | Rentun ruusu                                    |                                                                                                  |
| 2003  | Sulevi Peltola       | Haaveiden kehä                                  | - Markku Peltola – L'Homme sans passé (Mies vailla menneisyyttä) - Heikki Rantanen – Umur        |
| 2004  | Mikko Leppilampi     | Helmiä ja sikoja                                | - Reino Nordin – Hymypoika - Petteri Summanen – Nousukausi                                       |
| 2005  | Peter Franzén        | Souvenir du front (Koirankynnen leikkaaja)      | - Eero Aho – Juoksuhaudantie - Kari Ketonen – Pelikaanimies                                      |
| 2006  | Hannu-Pekka Björkman | Eläville ja kuolleille                          | - Julius Lavonen – Koti-ikävä - Samuli Vauramo – Tyttö sinä olet tähti                           |
| 2007  | Janne Virtanen       | Valkoinen kaupunki                              | - Martti Suosalo – Kalteva torni - Samuli Edelmann – Rock’n Roll Never Dies                      |
| 2008  | Tommi Korpela        | Miehen työ                                      | - Eero Milonoff – Ganes - Martin Bahne – Raja 1918                                               |
| 2009  | Tommi Korpela        | Putoavia enkeleitä                              | - Kari Heiskanen – Kolme viisasta miestä - Ville Virtanen – Sauna                                |
| 2010  | Heikki Nousiainen    | Lettres au Père Jacob (Postia pappi Jaakobille) | - Hannu-Pekka Björkman – Haarautuvan rakkauden talo - Pertti Sveholm – Väärät juuret             |
| 2011  | Ville Virtanen       | Tous les chats sont gris (Paha perhe)           | - Peter Franzén – Harjunpää ja pahan pappi - Jussi Vatanen – Napapiirin sankarit                 |
| 2012  | Joonas Saartamo      | Hiljaisuus                                      | - Samuli Niittymäki – Hyvä poika - Samuli Edelmann – Kotirauha                                   |
| 2013  | Eero Ritala          | Kulman pojat                                    | - Samuli Edelmann – Tie pohjoiseen - Vesa-Matti Loiri – Tie pohjoiseen                           |
| 2014  | Eero Aho             | 8-pallo                                         | - Peter Franzén – Kerron sinulle kaiken - Martti Suosalo – Isänmaallinen mies                    |
| 2015  | Antti Litja          | Mielensäpahoittaja                              | - Kari Hietalahti – Aikuisten poika - Eero Ritala – Päin seinää                                  |
| 2016  | Tommi Korpela        | Häiriötekijä                                    | - Märt Avandi – Miekkailija - Jussi Vatanen – Napapiirin sankarit 2                              |
| 2017  | Jarkko Lahti         | Hymyilevä mies                                  | - Joonas Saartamo – Jättiläinen - Antti Holma & Riku Nieminen – Kanelia kainaloon, Tatu ja Patu! |
| 2018  | Eero Aho             | Tuntematon sotilas                              | - Sherwan Haji - Toivon tuolla puolen - Tommi Korpela - Ikitie - Petteri Summanen - Yösyöttö     |
| 2019  | Hannu-Pekka Björkman | Ihmisen osa                                     | - Heikki Kinnunen – Ilosia aikoja, Mielensäpahoittaja - Janne Puustinen – A Moment in the Reeds  |
| 2020  | Pekka Strang         | Koirat eivät käytä housuja                      | - Matti Ristinen – Olen suomalainen - Amir Escandari – Aurora                                    |
| 2021, | Shahab Hosseini      | Ensilumi                                        | - Peik Stenberg – Elämää kuoleman jälkeen - Jussi Vatanen – Metsäjätti                           |
| 2022  | Petri Poikolainen    | Sokea mies, joka ei halunnut nähdä Titanicia    | - Omar Abdi – La Femme du fossoyeur - Iouri Borissov – Compartiment no 6                         |